# Revisions (Stargate SG-1)
Revisions (Revisiones) es el quinto episodio de la séptima temporada de la serie de televisión de ciencia ficción Stargate SG-1, y el episodio N.º 137 de toda la serie.

## Trama
El SGC explora un mundo con una atmósfera tóxica, cuando el MALP descubre una gran cúpula blanca, dentro de la cual existe una hermosa villa libre de contaminación. Usando trajes hazmat, SG-1 viaja al planeta y atraviesa la barrera de energía del domo. Dentro, el equipo contacta con un hombre, Kendrick, y su hijo, quienes los llevan a reunirse con el consejo dirigente, revelándoles que llegaron por medio del Stargate. Los consejeros no parecen saber que es eso, hasta que tras unos instantes, entienden a que objeto se refiere el SG-1. Ellos les explican que este repentino aumento de conocimiento se debe a que llevan puesto un dispositivo, llamado el "lazo", que les permite acceder a cualquier archivo de una gran biblioteca virtual directamente desde sus cerebros. Más tarde, Pallan, un técnico que ayuda a mantener el domo, les ofrece probar el "lazo", pero Carter se abstiene hasta no saber si responde igual a toda fisiología humana.
Esa noche, SG-1 se queda a dormir en la villa. Sin embargo, mientras todos duermen, una mujer del consejo se despierta, empaca sus cosas, y sale del domo por una de las paredes holográficas, muriendo en consecuencia.
Al otro día, Pallan lleva a Carter al cuarto de control del Domo, donde repentinamente los monitores se ponen negros y alguna clase de código comienza a descargarse. Al mismo tiempo, todas las personas del pueblo se paralizan por unos instantes y luego siguen como si nada. Después, cuando el equipo se reúne nuevamente con el consejo, notan que falta la consejera, pero al preguntarles por ella, los otros consejeros parecen no recordar su existencia.
Más adelante, Carter muestra a Pallan varios problemas que descubre presenta el domo y que podrían hacerlo colapsar, pero él dice no ver malfuncionamiento alguno. En tanto, O'Neill y Teal'c descubren que el MALP ha desaparecido. 
Más adelante, otro código como el de antes se descarga, y Jackson es testigo de cómo la esposa de Pallan atraviesa una pared holográfica, sin dudarlo. A ello se suma el hecho de que Kendrick y su hijo, ya no desean irse de la villa, como habían expresado antes al Coronel, y además afirman que si se sacan el aparato que los une al "lazo", pueden morir.
Mientras tanto, Carter continúa intentando convencer a Pallan que algo malo sucede con el domo y el lazo, pero él sigue escéptico. Cuando ella menciona a su esposa, él dice que no recuerda estar casado. En ese momento, Daniel llega trayendo un viejo documento que mencionaba que en la ciudad vivían 100.000 personas, conmocionando a Pallan, quien dice que ahora solo viven unos miles.
Carter concluye que el deterioro de los sistemas de energía, provocan que la cúpula se contraiga cada vez más, por lo que el "lazo", como medida de seguridad, cada cierto tiempo "disminuye" el número de habitantes y borra todo recuerdo de ellos. O'Neill confirma esto, hallando huesos humanos junto al MALP, fuera del domo. 
Justo antes que comience otra actualización, Carter le retira a Pallan su aparato de conexión. Sin embargo, el resto de las personas se ve afectada, y pronto éstas rodean a O'Neill y a Teal'c. Afortunadamente, Pallan logra quitar a tiempo de las mentes de las personas sus recuerdos del SG-1, haciendo que la gente reaccione frente a ellos como unos totales extraños.
Días después, el SGC ayuda a los habitantes del domo a trasladarse a un nuevo mundo, mientras Pallan conversa con Carter sobre la pena que siente por no poder recordar a su esposa, y le pide que le diga como era ella para poder quizás volver a recordarla.

## Artistas invitados
- Christopher Heyerdahl como Pallan.
- Peter LaCroix como Kendrick.
- Tiffany Knight como Evalla.
- Liam Ranger como Nevin.
- Gary Jones como Walter Harriman
- Wendy Noel como Consejera.
- Patrick Keating como Consejero.
- Michael Robinson como Consejero.
- Finn Michael como Consejero.